# Indigofera subulata
Indigofera subulata är en ärtväxtart. Indigofera subulata ingår i släktet indigosläktet, och familjen ärtväxter. Utöver nominatformen finns också underarten I. s. scabra.